# Bernadette Constantin
Bernadette Constantin (* 29. März 1963 in Barbezieux) ist eine ehemalige französische Fußballspielerin, -trainerin und Verbandsfunktionärin.

## Vereinskarriere
Schon als 7-Jährige trat Bernadette Constantin dem Fußballverein ihrer Heimatgemeinde bei und spielte regelmäßig in dessen Jungenmannschaft. Da der Frauenfußball zu dieser Zeit in Frankreich noch nicht legalisiert war, fragten die Vereinsverantwortlichen vor jedem Spiel beim Gegner an, ob er Einwände gegen das Mitwirken eines Mädchens habe; diese Offenheit – andere Mädchen, etwa die spätere Nationalelfkollegin Sandrine Roux, mussten sich anfangs noch „als Jungen tarnen“ – bewertete sie im Rückblick sehr positiv. Mit Zwölf musste sie sich allerdings einen Verein suchen, der auch Frauenteams unterhielt, und so wechselte sie 1975 zur ASJ Soyaux, bei der sie schon ab 1977 regelmäßig in der ersten Elf eingesetzt wurde. Die Mittelfeldspielerin hat bis 1996 ausschließlich für diesen einen Klub gespielt, obwohl sie auch Anfragen von anderen Vereinen aus Frankreich und sogar Schweden bekommen hatte. Aber nachdem ihr als Jugendlicher schon die regelmäßigen Fahrten aus Barbezieux ins 40 Kilometer entfernte Soyaux „wie eine Reise ans andere Ende der Welt“ vorgekommen waren, verspürte sie auch später kein Interesse an einem Wechsel. Außerdem fühlte sie sich bei der ASJ wohl, wozu die Freundschaft mit ihren Vereinskameradinnen Martine Chapuzet, Florence Rimbault und der ebenfalls aus Barbezieux stammenden Sylvie Bailly beitrug, und sportlich erfolgreich war sie dort auch. 1978 wurde sie zur Nationalspielerin und 1980 stand sie zum ersten Mal in einem Finale um die Landesmeisterschaft, in dem Soyaux allerdings gegen Stade Reims, den „Serien-Frauenmeister“ jener Jahre, mit 0:2 unterlag. Anschließend nahm sie das Angebot von Reims an, mit deren Frauschaft auf eine Freundschaftsspielreise nach Indonesien zu gehen, wo sie in Djakarta vor 80.000 Zuschauern spielte.
1984 folgte dann der Gewinn des französischen Meistertitels nach einem 1:0-Endspielsieg gegen VGA Saint-Maur. Auch 1986, 1987 und 1989 stand die Elf aus der Charente jeweils im Landesfinale, und Constantin war in allen Begegnungen mit von der Partie. Doch ihr blieb jeweils nur der zweite Rang, und im 1989er Endspiel war sie – zumindest der Erinnerung einer ihrer damaligen Gegnerinnen zufolge – sogar die „Hauptverantwortliche“ für Soyaux’ Niederlage: beim Elfmeterschießen zur Spielentscheidung, das 5:4 für CS Saint-Brieuc ausging, verschoss sie als einzige ihren Strafstoß. Auch in ihrer letzten Saison (1995/96) – inzwischen wurde der Titel nicht mehr in einer Endrunde der Regionalmeister, sondern in einer eingleisigen ersten Liga ausgespielt – gewann sie mit der ASJ Soyaux lediglich die zudem bloß inoffizielle Vizemeisterschaft.
Anschließend, nach über 20 Jahren als Spielerin, wechselte sie bis zu dessen erstmaligem Abstieg 2010 für mehrere Jahre auf den Trainerstuhl des Vereins. Hauptberuflich arbeitet sie als Angestellte im Sportamt von Soyaux. Seit der französische Fußballverband 2011 seine Organisationsstruktur verändert hat, ist Constantin Vizepräsidentin der für den gesamten Amateurfußball einschließlich der Frauen zuständigen Untergliederung Ligue du Football Amateur (LFA). Außerdem ist sie seit Anfang 2017 eine der Vizepräsidentinnen der ASJ Soyaux.

## In der Nationalelf
Bernadette Constantin war erst 15, als Nationaltrainer Francis Coché sie im Juni 1978 gegen Wales zum ersten Mal in der französischen Frauen-Nationalmannschaft aufstellte. Im Rückblick beschrieb sie, wie diese erste Einladung sie beeindruckt hatte:

„All die Reimser Spielerinnen zu treffen, die unsere Vorbilder waren, war ein außergewöhnliches Ereignis. Es kam mir vor, als habe mein Verstand meinem Körper verlassen und beobachtete von außerhalb, was da abläuft. […] Zu Beginn, als ich mich für die Équipe de France von der Schule beurlauben lassen musste, habe ich mich nicht getraut, meinen Lehrern den wahren Grund anzugeben – aus Angst, dass sie mich für eine Aufschneiderin hielten.“

Elf Monate später, bei ihrem zweiten Länderspiel, erzielte sie in Brüssel gegen Belgien ihren ersten Treffer im blauen Trikot; nach einem weiteren Einsatz wurde sie zweieinhalb Jahre lang nicht mehr berücksichtigt. Erst Anfang 1982, im Vorfeld der ersten von der UEFA organisierten Fraueneuropameisterschaft holte der Trainer sie wieder in den Kreis, mit dem Frankreich seine EM-Gruppenspiele bestritt; dort gehörte Constantin in allen sechs Begegnungen zur Startelf, und dies blieb auch bis zum Ende von Cochés Amtszeit so. Dessen Nachfolger Aimé Mignot allerdings berücksichtigte sie erst ab Frühjahr 1989 wieder regelmäßig. Nach einer weiteren zweijährigen Unterbrechung von 1991 bis 1993 folgten noch sieben weitere Länderspiele, das letzte im März 1994 gegen Portugal. Dabei führte sie ihr Team 1993 gegen Polen einmal sogar als Spielführerin ins Stadion.
Zu Bernadette Constantins insgesamt 44 A-Länderspielen, in denen ihr vier Tore gelungen waren, zählen auch mehrere Aufeinandertreffen mit Nationalteams aus den deutschsprachigen Ländern. Dreimal spielte sie gegen die Schweiz (bei den beiden unentschieden ausgegangenen EM-Vorrundenbegegnungen von 1983 sowie anlässlich eines 3:1-Siegs 1987) und zweimal gegen Deutschland, wobei die Französinnen 1987 beziehungsweise 1991 jeweils mit 0:2 unterlagen.

## Palmarès
- Französische Meisterin: 1984 (und Vizemeisterschaft 1980, 1986, 1987, 1989, 1996)
- 44 Länderspiele mit 4 Treffern für Frankreich